# Podła Góra
Podła Góra (daw. Kamienny Potok, niem. Steinbach) – wieś w Polsce położona w województwie lubuskim, w powiecie świebodzińskim, w gminie Skąpe.
W latach 1975–1998 miejscowość administracyjnie należała do województwa zielonogórskiego.

## Historia ogólna
Wieś została założona w XIII wieku przez trzebnickie cysterki. Na pograniczu Podłej Góry i Nowych Karczy stał kościół, który zburzono pod koniec XIX wieku ze względu na zły stan techniczny budowli. Pod koniec 2008 na terenie wsi dokonano odkrycia masowych grobów. Przeprowadzona na miejscu ekshumacja wykazała, że złożono w nich ciała niemieckich cywilów i żołnierzy. Najprawdopodobniej pod koniec drugiej wojny światowej uciekali oni z obozu przejściowego nieopodal Świebodzina w głąb Niemiec. Po drodze zostali jednak schwytani i rozstrzelani przez armię radziecką. Do lat 60. XX wieku stał tu pałac.

## Historia
- XII wiek - pierwsza wzmianka o miejscowości
- 1234 - Podła Góra znalazła się w obrębie Księstwa głogowskiego po zajęciu dużej części Wielkopolski przez Henryka I Brodatego
- 1267 - pierwsza źródłowa wzmianka o Podłej Górze, jako o własności zakonu cysterek z Trzebnicy
- 1333-1335 - wieś w granicach Królestwa Polskiego
- 1335 - Podła Góra powróciła do księstwa głogowskiego, i wraz z nim uznała zwierzchność lenną Czech
- 1421 - źródłowe potwierdzenie istnienia kościoła protestanckiego
- 1526 - wieś wraz z całym Śląskiem przeszła aż do 1742 roku pod panowanie Habsburgów
- 1654 - zwrot drewnianej świątyni katolikom
- 1694 - Podła Góra powróciła w granice Królestwa Czech
- 1945 - mord na ludności niemieckiej dokonany przez czerwonoarmistów
- 27. 04. 2009 - ekshumacja ciał pomordowanych Niemców

## Obiekty objęte ewidencją konserwatorską
- Cmentarz Polny w Podłej Górze (nieczynny);
- Zespół dworsko-folwarczny:
- Park;
- Ogrodzenie d. ogrodu i sadu;
- Brama wjazdowa na podwórze;
- Furtka;
- Stajnia;
- Obora, chlewnia;
- Stajnia, ob. chlewnia;
- Waga wozowa;
- Dom nr 2;
- Dom nr 2 b;
- Dom nr 3 b;
- Dom nr 4;
- Dom nr 6 z budynkiem gospodarczym;
- Dom ludowy (dawniej) nr 7;
- Dom nr 21;
- Dom nr 22;
- Dom mieszkalny nr 23 wraz z budynkiem gospodarczym;
- Dom nr 1;
- Dom nr 5;
- Dom nr 11;
- Budynki gospodarcze nr 15;
- Dom nr 16 wraz z budynkiem gospodarczym;
- Dom nr 19;
- Dom nr 20;

## Wspólnoty religijne
Obecnie w Podłej Górze znajduje się kaplica Kościoła Rzymskokatolickiego pw. Matki Boskiej Fatimskiej. Dawniej w Podłej Górze stał kościół który zburzono w XIX w. Na terenie wsi znajdował się jeden cmentarz (być może dwa): ewangelicki (i żydowski?).

## Sport i rekreacja
We wsi znajdują się:
- Stadion
- Boisko do siatkówki plażowej
- Boisko do koszykówki
- Plac zabaw
- 3 szlaki rowerowe
- Świetlica wiejska
- 2 nieczynne kąpieliska: Jeziorko na Kamieniu i Stawek na "Bunkrach"

## Podział Podłej Góry
- Podła Góra
- Cząbry
- Nowe Karcze
- Mrówczyn
- Kamień
- Bunkry
- Maślakowo
- Kurhany